# Merrickville-Wolford (Ontario)
Merrickville-Wolford to wieś (ang. village) w Kanadzie, w prowincji Ontario, w hrabstwie Leeds And Grenville.
Powierzchnia Merrickville-Wolford to 213,81 km².
Według danych spisu powszechnego z roku 2001 Merrickville-Wolford liczy 2812 mieszkańców (13,15 os./km²).